# Askospora
Askospora je spora (výtrus), která vzniká ve vřecku (ascus) vřeckovýtrusných hub (Ascomycota).
Většinou vřecko obsahuje osm askospor. Tento počet vzniká kombinací meiotického a mitotického dělení. Meiotickým dělením totiž vznikají z jedné diploidní buňky čtyři haploidní. Každá haploidní se dále dělí na dvě mitoticky. Vřecku ve výtrusové vrstvě se říká rouško, neboli hymenium. 